# Jules Andrieu
Jules Louis Andrieu (Parigi, 1820 – Jersey, 7 marzo 1884) è stato un insegnante francese.
Fu una personalità della Comune di Parigi.

## Biografia
Nato a Parigi nel 1820, sposato e padre di quattro figli, fu impiegato della prefettura e diresse dal 1863 al 1870 un corso per operai, dove ebbe tra gli allievi anche Eugène Varlin. Nel 1866 pubblicò una Histoire du Moyen-Age, nel 1867 il saggio Philosophie et Morale, e collaborò a La Tribune Ouvrière.
Iscritto alla I Internazionale, alla proclamazione della Repubblica, il 4 settembre 1870, divenne capo del personale del municipio. Fu eletto dal I arrondissement al Consiglio della Comune nelle elezioni complementari del 16 aprile 1871 e fece parte della Commissione esecutiva e della Commissione servizi. Votò contro l'istituzione del Comitato di Salute pubblica.
Dopo la Settimana di sangue, per sottrarsi alla repressione versagliese fuggì in Inghilterra, dove insegnò latino e letteratura francese, e tenne conferenze. Amnistiato nel 1880, fu nominato vice-console francese a Jersey, dove morì nel 1884.
Le sue Notes pour servir à l'histoire de la Commune de Paris en 1871 furono pubblicate postume nel 1971.